# Лесозаготовки в Канаде
Лесозагото́вки — один из основных видов деятельности в Кана́де ещё с начала XIX века.

## История
До XIX века обе Канады изобиловали лесными ресурсами, так как никакой масштабной разработки этого лесного потенциала не проводилось. Причина заключалась в отсутствии каналов сбыта канадского леса в Англию.
Но на рубеже XIX века в Великобритании, переживавшей промышленную революцию, появился сильный спрос на этот товар. Технический прогресс заставлял строить фабрики в городах, которые от этого быстро росли. Все эти постройки возводились тогда из дерева. Кроме того, Англия имела крупнейший в мире флот, и все корабли также строились из дерева. При этом их долговечность была достаточно ограниченной. К тому времени Англия уже давно покупала лес в прибалтийских странах, но в ходе войны с французским императором Наполеоном I она находилась в континентальной блокаде и поэтому не могла более торговать с ними столь же свободно, как раньше.
В условиях войны было решено экстренно сменить место закупки леса на две Канады, в первую очередь, на Нижнюю Канаду. Таким образом, начиная с 1805—1806 гг. производство леса там пережило колоссальный скачок. Наиболее быстро торговля лесом развивалась в долине Оттавы. В 1800 г. американец по имени Филемон Райт основал город Халл в устье реки Гатино. Тогда вырубались два вида деревьев: сосна и дуб. Это было начало эпохи брусьев. Образовалось немало рабочих мест для дровосеков, сплавщиков леса и грузчиков.
Начиная с 1815 г., когда рухнула наполеоновская империя, Англия могла бы снова закупать лес в близких прибалтийских странах и экономить на транспортных издержках. Но этого не было сделано, так как Англия в то время пересматривала свою торговую политику, чтобы защитить британские товары от конкуренции. Из-за этой протекционистской политики иностранный лес был обложен высокими пошлинами. Таким образом, благодаря своим преференциальным тарифам, Канады могли продолжать получать выгоду от высокого спроса на дерево в Англии. Это позволило канадским предпринимателям накопить невообразимые до этого доходы. Они могли позволить себе инвестировать в строительство каналов и первых железных дорог. Эти разбогатевшие на лесозаготовках предприниматели в 1817 г. даже основали Banque de Montréal.